# Bezahlt wird nicht!
Bezahlt wird nicht! ist eine Farce des italienischen Schriftstellers und Literaturnobelpreisträgers Dario Fo, die erstmals 1974 in Mailand unter dem Originaltitel Non si paga! Non si paga! veröffentlicht wurde. Die in zwei Akte unterteilte Komödie spielt im Mailand der 1970er Jahre. Die deutschsprachige Erstaufführung war 1976 in Frankfurt am Main, die deutschsprachige Erstausgabe der Komödie erschien 1977 im Berliner Rotbuch Verlag, basierend auf einer Übersetzung von Peter O. Chotjewitz.

## Figuren
Antonia
Antonia zeichnet sich aus durch ihre autoritäre, herrische und resolute Art. Sie ist eine Arbeiterin mit evidenten kommunistischen Tendenzen. Bei der Beschaffung von Lebensmitteln schreckt sie innerhalb einer Massendynamik nicht davor zurück, den Supermarkt auszurauben, mit oftmaligem Verweis auf die Skrupellosigkeit der Kapitalisten.
Giovanni
Im Gegensatz dazu ist es für Giovanni, Antonias Ehemann, der auch eine kommunistische Denkweise vertritt, „wichtig sich vom Lumpenproletariat“, den „Ungebildeten“ abzugrenzen. Für ihn steht Ehrlichkeit an oberster Stelle. Für eine Veränderung der gesellschaftlichen Denkweise schließt er gewaltsamen Protest und Revolten kategorisch aus; er ist der Auffassung, dass Veränderungen durch das Parlament und die die Arbeiter vertretenden Gewerkschaften herbeigeführt werden sollten.
Margherita
Margherita ist mit Antonia befreundet. Sie ist beinahe das genaue Gegenteil von Antonia. Im Gegensatz zu dieser ist Magherita zurückhaltend, schüchtern und lässt sich leicht von Antonias Plänen überzeugen. Im Großen und Ganzen tritt sie ohne Eigeninitiative auf und wirkt im Vergleich zu den anderen Personen unpolitisch.
Luigi
Luigi ist der Ehemann von Margherita und eng mit Giovanni befreundet. Er vertritt eine ähnliche Auffassung wie Antonia. Auch er befürwortet die Revolten und spricht sich offen gegen das Unternehmen aus, in dem er arbeitet.
Weitere
Außerdem treten noch vier weitere Personen auf, die nach den im Werk stehenden Regieanweisungen alle von einem Schauspieler gespielt werden. Zum einen ist da der Wachtmeister, der zunächst so scheint, als würde er mit Strenge seinen Dienst versehen. Doch nach einem kurzen Gespräch mit Giovanni wird seine wahre, ebenfalls links anzusiedelnde Meinung deutlich. Er bedauert, dass er sozusagen als Handlanger der Unternehmen fungieren muss, ihm widerstreben seine Kontrollen in den Arbeiterwohnungen. Der vom gleichen Schauspieler gespielte Carabiniere steht im Gegensatz zum Wachtmeister. Er versucht mit allen Mitteln das Recht der Unternehmer durchzusetzen, ohne Rücksicht auf die Arbeiter zu nehmen. Im Folgenden treten noch der Bestatter auf, der darauf aus ist, seine Arbeit in Ruhe zu verrichten, sowie ein alter Mann (Alter). Dieser ist Giovannis leicht verwirrter Vater.

## Handlung
Die Handlung beginnt mit Antonia und Margherita, die Unmengen Lebensmittel aus einem nahe gelegenen Supermarkt in Antonias Wohnung bringen. Aus Angst vor Giovanni verstecken sie die unbezahlten Waren. In einem Gespräch zwischen beiden erfährt man, dass es zum Aufruhr gekommen ist und dass die Frauen des gesamten Wohngebiets mit Hilfe einiger Arbeiter den Supermarkt ausgeraubt haben. Nachdem Margherita gegangen ist, kommt Giovanni und berichtet ebenfalls von einer Revolte in der Kantine seines Betriebes. Da er deswegen nichts essen konnte, verlangt er von Antonia, ihm etwas zu kochen. Da diese jedoch nur Tierfutter aus dem Laden mitnehmen konnte, lehnt Giovanni entrüstet ab. Antonia geht daraufhin. 
Kurz darauf tritt der Wachtmeister ein, der wegen der Geschehnisse im Supermarkt Hausdurchsuchungen im Wohngebiet durchführen muss. Es kommt hier zu einer Diskussion zwischen Giovanni und ihm über Gerechtigkeit und das politische System. Der Wachtmeister offenbart Giovanni nach kurzer Unterhaltung, dass er leidet, trotz revoltierender Meinung sich anpassen zu müssen. In der nächsten Szene – der Wachtmeister ist abgegangen – kehrt Antonia wieder, die beiden reden über das merkwürdige Gebaren des Wachtmeisters. Kurz darauf betritt auch wieder Margherita die Wohnung, die sich die gestohlenen Sachen um den Bauch gebunden hat, so dass es aussieht, als sei sie schwanger. 
Als zudem noch der Carabiniere hereintritt, beginnt ein groteskes Geschehen. Um den Carabiniere von der Durchsuchung abzuhalten, hält Antonia Margherita dazu an, eine Frühgeburt vorzutäuschen. Antonia und der Carabiniere gehen daraufhin ab, um Margherita ins Krankenhaus zu bringen. Giovanni ist kurze Zeit allein, bis Luigi hereintritt. Dieser erzählt ebenfalls von einem Aufstand der Arbeiter im Zug, die sich damit gegen die Fahrpreiserhöhung zur Wehr gesetzt haben. Als Giovanni ihm von der Schwangerschaft erzählt, ist Luigi irritiert. Beide wollen daraufhin zum Krankenhaus fahren.
Mit Beginn des zweiten Aktes treten Antonia und Margherita, die von den Rettungssanitätern laufen gelassen wurden, in die Wohnung ein. Ihre beiden Männer – auf der Suche nach den Frauen – werden Zeuge eines LKW-Unfalls. Der LKW war mit Lebensmitteln beladen. Zunächst wollen beide helfen. Doch dann entwickelt sich eine Diskussion übers Stehlen. Giovanni besteht auf Ehrlichkeit und der Abgrenzung zum Lumpenproletariat. Doch als Luigi ihm erzählt, dass die Fabrik, in der beide arbeiten, geschlossen werden soll, ändert sich Giovannis Auffassung. Beide gehen mit Säcken bepackt vom Unfallort. Der Carabiniere, der sie gesehen hat, verfolgt sie. Doch sie gehen in Luigis Wohnung. Der Carabiniere, der jedoch in Giovannis Wohnung geht, findet dort wieder die zwei Frauen vor. Er durchschaut nun die Geschichte mit der Schwangerschaft. Doch aufgrund eines von Antonia erdachten Märchens glaubt der Carabiniere, er sei blind und fällt kurz darauf um. Die Frauen glauben, sie hätten ihn umgebracht. Den zwei Männern begegnet indes ein Bestatter im Treppenflur, der einen Sarg für einen Verstorbenen aus dem Haus bei sich hat. Da jedoch keiner anzutreffen ist, überlässt er den beiden Männern den Sarg, die dort die Säcke verstauen, um sie in Giovannis Wohnung zu bringen. Dort angekommen versuchen sie, den Sarg in einen Schrank zu stellen. Sie bemerken dabei nicht, dass dort schon der scheinbar tote Carabiniere ist. Daraufhin kommt der Vater Giovannis mit einem Räumungsbefehl für Giovannis Wohnung und Essen. Als Giovanni nun gestehen will, dass auch er gestohlen hat und zum Schrank geht, in dem der Sarg versteckt ist, erwacht plötzlich der Carabiniere wieder, der gänzlich verwirrt die Wohnung verlässt. Zum Schluss ertönt ein Chor aus allen Personen, der die zuvor von Giovanni gesprochenen Worte wiederholt: „Eine Welt, in der man merkt, daß es noch einen Himmel gibt ... und Pflanzen, die blühn … daß es sogar einen Frühling gibt … und Mädchen, die lachen und singen. Und wenn du eines Tages sterben mußt, stirbt nicht ein alter, ausgepumpter Maulesel, nein, ein Mensch stirbt, ein Mensch, der frei und zufrieden gelebt hat, mit anderen freien Menschen.“

## Verfilmung
- Bezahlt wird nicht! Frankreich 2006, Regie: Marcel Zemour[1]